# 松田義幸
松田 義幸（まつだ よしゆき、1939年12月 - ）は日本の教育学者、学校法人尚美学園理事長（尚美学園大学前学長）。専門分野は生活文化史。

## 略歴
- 1939年、山形県鶴岡市に生まれる。
- 1963年、東京教育大学教育学部教育学科（教育社会学専攻）を卒業。
- 1987年、日本レジャー・リクリエーション学会に入会し、のちに常務理事・副会長・会長・顧問を歴任。
- 1991年、森永エンゼル財団理事に就任。
- 1993年、ハイライフ研究所理事に就任。日本科学協会評議員に就任。
- 1998年、日本財団評議員に就任。
- 2005年、イギリス国学協会の理事長に就任。
- ここまでに日経広告研究所研究員、余暇開発センター研究主幹、筑波大学助教授、筑波大学大学院客員教授、多摩大学客員教授、実践女子大学教授などを歴任。
- 2008年、尚美学園大学学長（2015年度まで）。
- 2009年、学校法人尚美学園理事長に就任（2015年度までは学長と兼任）
- その他、イギリス国学協会理事長、森永エンゼル財団理事、ハイライフ研究所理事、日本科学協会評議員、筑波会議・国際価値会議・国際経済経営会議・奥の細道300年祭等のプロデューサー、神奈川県・「湘南国際村」・「山中湖村文学の森」のグランドデザイナー。

## 著作

### 単著
- 『教育テレビ活用術』 1979年 ごま書房
- 『質の時代』 1980年 三笠書房
- 『現代余暇の社会学』 1981年 誠文堂新光社
- 『ちょっとユーモアを』 1983年 福武書店 ISBN 4-8288-1095-1
- 『スポーツ産業論』 1996年 大修館書店 ISBN 4-469-26332-X
- 『ピーター・パンはセックス・シンボルだった』 1996年 クレスト社 ISBN 4-87712-509-4
- 『スポーツ・ブランド』 2003年 中央公論新社 ISBN 4-12-003386-4

### 共著
- （八巻俊雄）『産業広告戦略』 1966年 東洋経済新報社
- （青柳寿子）『計量広告学入門』 1968年 誠文堂新光社
- （八巻俊雄）『広告のシステム・アプローチ』 1968年 誠文堂新光社
- （菅波三郎）『意思決定とシステム』 1971年 日本経済新聞社
- （斎藤精一郎）『日本の余暇マーケット』 1974年 日本経済新聞社
- （斎藤精一郎）『レジャー産業』 1980年 東洋経済新報社
- （中田裕久）『生活文化の社会学』 1984年 誠文堂新光社
- （飽戸弘）『「ゆとり」時代のライフスタイル』 1989年 日本経済新聞社 ISBN 4-532-08905-0
- （渡部昇一）『「内なる幸福」を求めて』 1998年 PHPエディターズ・グループ ISBN 4-569-60086-7

### 編纂書
- 『観光文化と「奥の細道」』 1986年 誠文堂新光社 ISBN 4-416-88610-1
- （渡部昇一・他）『「ゆとり」について』 1987年 誠文堂新光社 ISBN 4-416-88701-9
- 『出羽三山と日本人の精神文化』 1994年 ぺりかん社 ISBN 4-8315-0630-3
- （山折哲雄・他）『神々の風景と日本人のこころ』 1996年 PHPエディターズ・グループ ISBN 4-569-55316-8
- （小塩節・他）『暮らしの哲学としての「生活文化」』 1997年 PHPエディターズ・グループ ISBN 4-569-55575-6

### 訳書
- （D.S.バット）『文明としてのスポーツ』 1978年 日本経済新聞社